# Büssing 900T
Büssing 900T – trolejbus. Pojazdy te były produkowane na bazie autobusu Büssing 900. Do napędu użyto silników oraz osprzętu pochodzących ze zniszczonych wozów Henschel/AEG/Gdańska Fabryka Wagonów. Silniki trakcyjne miały moc wynoszącą 90 kW. Trolejbusy różniły się od autobusów przede wszystkim wystrojem przedniej części nadwozia, zamiast atrapy chłodnicy zastosowano jedynie płaskie blachy. W owym okresie w trolejbusach z zasady nie stosowano zwijaczy bębnowych. Zamiast tego stosowano specjalne rolki ze sznurami. Kierowca, aby opuścić pałąki lub umieścić ich końcówki na linii, musiał odwiązać linkę zaczepioną o tzw. „świński ogonek” znajdujący się na tylnej ścianie trolejbusu. Za pomocą linki wciągał specjalną rolkę spoczywającą u nasady pałąka na sam jego koniec. Gdy już jego końcówka zetknęła się z siecią, wystarczyło puścić linkę i pod własnym ciężarem rolka zsuwała się do miejsca spoczynku.